# U-559
| U-559                      | U-559                                                          | U-559                                                          |
| -------------------------- | -------------------------------------------------------------- | -------------------------------------------------------------- |
|                            |                                                                |                                                                |
|                            |                                                                |                                                                |
|                            |                                                                |                                                                |
| Під прапором               | Третій рейх                                                    | Третій рейх                                                    |
| Спуск на воду              | 8 січня 1941 року                                              | 8 січня 1941 року                                              |
| Виведений зі складу флоту  | 30 жовтня 1942 року                                            | 30 жовтня 1942 року                                            |
| Сучасний статус            | затоплений                                                     | затоплений                                                     |
| Проєкт                     |                                                                |                                                                |
| Тип ПЧ                     | Торпедний ДПЧ                                                  | Торпедний ДПЧ                                                  |
| Основні характеристики     |                                                                |                                                                |
| Швидкість (надводна)       | 17,7 вузлів                                                    | 17,7 вузлів                                                    |
| Швидкість (підводна)       | 7,6 вузлів                                                     | 7,6 вузлів                                                     |
| Робоча глибина занурення   | 100 м                                                          | 100 м                                                          |
| Гранична глибина занурення | 220 м                                                          | 220 м                                                          |
| Екіпаж                     | 44 осіб                                                        | 44 осіб                                                        |
| Розміри                    |                                                                |                                                                |
| Довжина найбільша (по КВЛ) | 67,1 м                                                         | 67,1 м                                                         |
| Ширина корпусу найб.       | 6,2 м                                                          | 6,2 м                                                          |
| Висота                     | 9,6 м                                                          | 9,6 м                                                          |
| Середня осадка (по КВЛ)    | 4,70 м                                                         | 4,70 м                                                         |
| Водотоннажність надводна   | 769 т                                                          | 769 т                                                          |
| Озброєння                  |                                                                |                                                                |
| Артилерія                  | одна палубна гармата калібру 88-мм, одна 20-мм зенітна гармата | одна палубна гармата калібру 88-мм, одна 20-мм зенітна гармата |
| Торпедно- мінне озброєння  | 4 носових і один кормовий ТА. 14 торпед або 26 мін             | 4 носових і один кормовий ТА. 14 торпед або 26 мін             |

U-559 — німецький підводний човен типу VIIC, часів Другої світової війни.
Замовлення на будівництво човна було віддане 16 жовтня 1939 року. Човен був закладений на верфі суднобудівної компанії «Blohm + Voss» у Гамбурзі 1 лютого 1940 року під будівельним номером 535, спущений на воду 8 січня 1941 року, 27 лютого 1941 року увійшов до складу 1-ї флотилії. Також за час служби входив до складу 23-ї та 29-ї флотилій. Єдиним командиром човна був капітан-лейтенант Ганс Гайдтманн.
Човен зробив 10 бойових походів, в яких потопив 4 судна (загальна водотоннажність 11 822 брт), 1 військовий корабель та пошкодив 2 судна.
30 жовтня 1942 року потоплений у Середземному морі північно-східніше Порт-Саїд (32°30′ пн. ш. 33°00′ сх. д. / 32.500° пн. ш. 33.000° сх. д.) глибинними бомбами британських есмінців «Пекенгам», «Петард», «Хіроу», «Далвертон» та «Харворт» після виявлення британським Веллслі. 7 членів екіпажу загинули, 38 врятовані.

## Потоплені та пошкоджені кораблі[3]
| Назва        | Тип                | Належність      | Дата              | Тоннаж (БРТ) | Вантаж                                   | Статус     | Місце                                                       |
| Alva         | суховантажне судно | Велика Британія | 19 серпня 1941    | 1 584        | 2 300 т вугілля                          | потоплено  | 48°48′ пн. ш. 17°46′ зх. д. / 48.800° пн. ш. 17.767° зх. д. |
| «Парраматта» | шлюп               | Австралія       | 27 листопада 1941 | 1 060        |                                          | потоплений | 32°20′ пн. ш. 24°35′ сх. д. / 32.333° пн. ш. 24.583° сх. д. |
| Shuntien     | пасажирське судно  | Велика Британія | 23 грудня 1941    | 3 059        | Німецькі та італійські військовополонені | потоплено  | 32°06′ пн. ш. 24°46′ сх. д. / 32.100° пн. ш. 24.767° сх. д. |
| Warszawa     | суховантажне судно | Польща          | 26 грудня 1941    | 2 487        | Війська та військові матеріали           | потоплено  | 32°11′ пн. ш. 24°44′ сх. д. / 32.183° пн. ш. 24.733° сх. д. |
| Athene       | танкер             | Норвегія        | 10 червня 1942    | 4 681        | 6 000 т авіаційного палива               | потоплено  | 31°12′ пн. ш. 28°10′ сх. д. / 31.200° пн. ш. 28.167° сх. д. |
| Brambleleaf  | заправник          | Велика Британія | 10 червня 1942    | 5 917        | Дизельне паливо та бензин                | пошкоджено | 31°12′ пн. ш. 28°10′ сх. д. / 31.200° пн. ш. 28.167° сх. д. |
| Bringhi      | риболовне судно    | Алжир           | 12 жовтня 1942    | 200          | Війська та військові вантажі             | пошкоджено | 34°00′ пн. ш. 34°30′ сх. д. / 34.000° пн. ш. 34.500° сх. д. |